# Ney Band (ort i Iran)
Ney Band (persiska: نی بند) är en ort i Iran.   Den ligger i provinsen Kurdistan, i den nordvästra delen av landet, 300 km väster om huvudstaden Teheran. Ney Band ligger 2 043 meter över havet och antalet invånare är 298.
Terrängen runt Ney Band är kuperad åt sydväst, men åt nordost är den platt. Runt Ney Band är det ganska tätbefolkat, med 58 invånare per kvadratkilometer. Närmaste större samhälle är Delbarān, 8,9 km väster om Ney Band. Trakten runt Ney Band består i huvudsak av gräsmarker.